# Усечённая регрессия
Усечённая регрессия (англ. Truncated regression) или регрессия с урезанной выборкой — модель регрессии в условиях, когда выборка осуществляется только из тех наблюдений, которые удовлетворяют априорным ограничениям, которые обычно формулируются как ограничение снизу и (или) сверху зависимой переменной. Урезание выборки приводит к смещенности МНК -оценок, поэтому оцениваются такие модели с помощью метода максимального правдоподобия.
Усеченную регрессию следует отличать от цензурированной - в последней зависимая переменная также наблюдается с ограничением, но на факторы ограничение не распространяется.

## Математическое описание
Пусть {\displaystyle y} удовлетворяет обычной линейной регрессионной модели
{\displaystyle y_{t}=x_{t}^{T}b+\varepsilon _{t}}
но в выборку попадают только те данные, для которых
{\displaystyle y_{min}\leqslant y_{t}\leqslant y_{max}}
Если урезание только снизу, то максимальный порог равен бесконечности, если только сверху — то нижний порог равен минус бесконечности.
Логарифмическая функция правдоподобия для такой модели равна
{\displaystyle l(b,\sigma )=\sum _{y_{min}\leqslant y_{t}\leqslant y_{max}}\ln f((y_{t}-x_{t}^{T}b)/\sigma )-\ln[F((y_{max}-x_{t}^{T}b)/\sigma )-F((y_{min}-x_{t}^{T}b)/\sigma )]}